# Группа Муссон
Группа Муссон (нем. Gruppe Monsun) — эскадра немецких подводных лодок, действовавшая в Тихом и Индийском океанах во время Второй мировой войны. Организационно входила в состав 33-й флотилии подводных лодок.
Индийский океан считался стратегически важным местом, так как он не только омывает индийские берега — одно из самых ценных Британских владений, но и по нему проходили важнейшие морские пути по которым поставлялось сырьё в Британию, необходимое для ведения военных действий.
В начале войны немецкие рейдеры, действовавшие в Индийском океане, потопили значительное количество транспортно-торговых кораблей, однако в дальнейшем им стало всё сложнее действовать в этом регионе. К 1942 году все рейдеры были либо потоплены, либо вернулись из походов, не имея возможности повторно прорвать блокаду.
С 1941 года немецкие подводные лодки успешно действовали против британского, американского, французского флотов в Атлантическом океане — этот период известен как Первое и Второе счастливое время — и передислокация их в воды Индийского океана считалась нецелесообразной. К тому же в Индийском океане отсутствовали базы, на которых подлодки могли бы заправиться, отдохнуть и пополнить запас боеприпасов. Таким образом основные немецкие силы были сосредоточены в водах Атлантики.
Вступление Японии в войну в конце 1941—1942 привело к захвату ею азиатских колоний, принадлежавших европейским странам, таких как Британская Малайя и Голландская Ост-Индия. В мае-июне 1942 года японские подводные лодки начали действовать против британского судоходства в Индийском океане.

## Совместные операции в Индийском океане
Предложение разместить немецкие подводные лодки в Малайе и Ост-Индии для проведения совместных операций в Индийском океане впервые было передано Японией в декабре 1942 года. В 1943 году Германия согласилась отправить несколько подводных лодок на Дальний Восток, где они должны были действовать с оккупированных Японией портов против уязвимых, незащищённых кораблей в близлежащих регионах.
U-178 стала первой подводной лодкой, которая была направлена в Индийский океан. По первоначальному плану после выхода из Бордо она должна была действовать у берегов Южной Африки, однако позднее получила приказ идти в Пенанг, куда и прибыла 27 августа 1943 года. Из-за недостаточного количества подлодок первой партия машин была снята из группы, которая действовала возле Мыса Доброй Надежды.
Пенанг, расположенный на западном побережье Малайского полуострова, стал главной базой немецких подводных лодок. Вторая база находилась в Кобе, Япония, и ещё ряд небольших ремонтных баз располагались в Сингапуре, Джакарте, Сурабае. Подлодки, действовавшие с этих баз, вскоре стали называться «Группа Муссон». Командовал группой капитан Вильгельм Доммес.
В августе 1943 Япония начала вести военные действия в Аравийском море, после чего было принято решение о ненападении одних подводных лодок на другие, чтобы избежать атак немецкими лодками японских, действовавших в этом районе. Индийский океан — единственное место, где Япония и Германия вели совместные боевые действия.